# Marie Meluzínová
Marie Meluzínová (* 13. února 1935) byla česká a československá politička Komunistické strany Československa a poúnorová poslankyně Národního shromáždění ČSSR a Sněmovny lidu Federálního shromáždění.

## Biografie
Ve volbách roku 1964 byla zvolena za KSČ do Národního shromáždění ČSSR za Jihomoravský kraj. V Národním shromáždění zasedala až do konce volebního období parlamentu v roce 1968.
K roku 1968 se profesně zmiňuje coby dělnice z obvodu Bystřice nad Pernštejnem.
Po federalizaci Československa usedla roku 1969 do Sněmovny lidu Federálního shromáždění (volební obvod Bystřice nad Pernštejnem), kde setrvala do konce volebního období parlamentu, tedy do voleb roku 1971.